# Jenišové

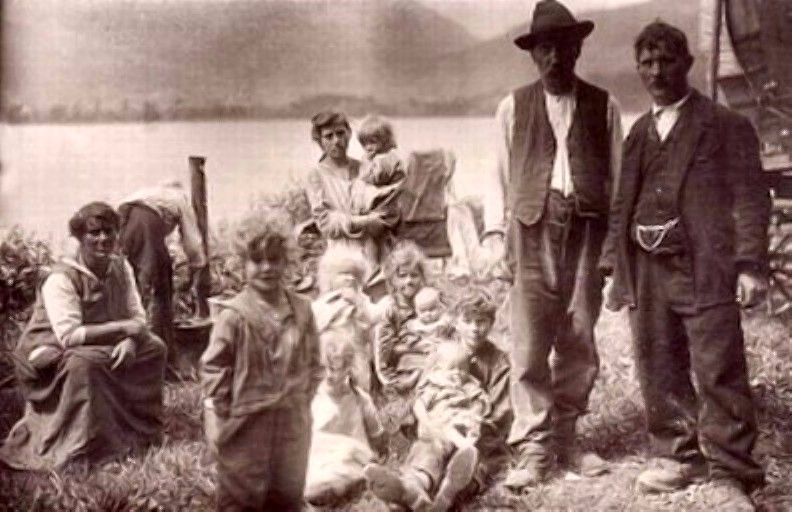
Švýcarští Jenišové, rok 1928

Jenišové (německy: Jenische; francouzsky: Yéniche) jsou původně kočovnickou skupinou v západní Evropě, převážně v Německu, Rakousku, Švýcarsku, Lucembursku, Belgii a částech Francie. Někde jsou považováni za skupinu etnickou. Pocházejí z členů marginalizovaných a tuláckých chudých vrstev raného novověku. Na počátku 19. století se začali definovat jako samostatná sociální skupina odlišná od obecného pojmu tulák. V tomto ohledu a také ve svém životním stylu připomínají skotské a irské travellers. Pojem jeniš původně označoval jazyk lidí na okraji společnosti, zhruba ve významu argot. Časem se začal používat i k označení lidí. Za synonymum pojmu Jeniš je někdy považován pojem jauner užívaný v 18. století nebo světští. Často byli Jenišové dáváni do souvislosti s Romy a Sinty, ale na rozdíl od nich nebyli definováni etnicky. Nacisté při své perzekuci Jenišů je nazývali "tuláky, kteří cestují po způsobu cikánů". Zajímavé ale je, že na rozdíl od Romů se nakonec obětí nacistické represe takřka nestali. Ve Švýcarsku se dodnes používá pojem Fahrende, který zahrnuje jak Jeniše, tak Romy. Od 20. do 70. let 20. století měla švýcarská vláda polooficiální politiku odebírání dětí Jenišům a jejich adopce příslušníky usedlé švýcarské populace. Název tohoto programu byl Kinder der Landstrasse („Děti silnice“). Později byl tento program kritizován jako porušování lidských práv. Švýcarské federální úřady oficiálně uznaly „švýcarské Jeniše a Sinty“ jako „národnostní menšinu“. Většina Jenišů se v 19. a 20. století usadila a již nekočuje. Jenišského původu je například nizozemský fotbalista Rafael van der Vaart nebo švýcarská spisovatelka Mariella Mehrová, která literárně zpracovala svůj osud dítěte odebraného rodičům v rámci programu Kinder der Landstrasse.